# Wissenschaftlich-humanitäres Komitee
Il Wissenschaftlich-humanitäres Komitee ("Comitato Scientifico-Umanitario"), noto anche con l'acronimo WHK, può essere considerato il primo vero gruppo del movimento di liberazione omosessuale.

## Esistenza (1897-1933)
Il WHK ha costituito il primo tentativo nella storia di organizzarsi contro le leggi penali che discriminavano gli omosessuali e di illuminare l'opinione pubblica sull'essenza dell'amore fra uomo e uomo.
Fu fondato il 15 maggio 1897 da Magnus Hirschfeld assieme all'editore Max Spohr, al giurista Eduard Oberg ed all'ex-militare Franz Joseph von Bülow, con lo scopo principale di mobilitare l'opinione pubblica per l'abolizione del paragrafo 175, che puniva financo con la reclusione gli atti omosessuali fra maggiorenni consenzienti ed in privato.
Il Comitato scientifico-umanitario era strettamente legato con l'Institut für Sexualwissenschaft (Istituto di Sessuologia) di Hirschfeld, e da quest'ultimo mutuò una serie di teorie scientifiche che concorrevano tutte a dipingere l'omosessualità come un "terzo sesso" intermedio tra l'uomo e la donna, teoria che divenne però marginale già ai tempi della Repubblica di Weimar. Scopo di tale teorizzazione era dichiarare l'inapplicabilità delle norme penali di fronte alla dimostrazione del fatto che l'omosessualità era da considerare un fattore innato e non una scelta morale e quindi "colpevole".
La tendenza biologistica data da Hirschfeld al Comitato fu contestata fin dall'inizio in seno allo stesso, anche se soltanto nel 1929 gli oppositori interni, con il funzionario del partito comunista tedesco Richard Linsert in testa, riuscirono a provocare le sue dimissioni. Suo successore divenne il dottor Otto Juliusburger, consigliere sanitario, che per i pochi anni trascorsi da lì fino alla dissoluzione del comitato per opera dei nazisti (1933) riuscì a far cambiare rotta al WHK, liberandolo dal proprio isolamento scientifico. L'attenzione del Comitato venne così spostata verso conoscenze psicologiche e sociologiche, anziché biologiche.
Il Comitato Scientifico-Umanitario aveva sede a Berlino e sedi distaccate in altre 25 città tedesche, austriache e olandesi. Nonostante non abbia mai avuto più di 500 aderenti, è considerato come una pietra miliare del movimento di liberazione omosessuale. Nei Paesi Bassi nel 1912 l'avvocato Jacob Schorer e i medici Arnold Aletrino e Lucien von Römer, crearono la sezione olandese del movimento chiamandola Nederlandsch Wetenschappelijk Humanitair Komitee (Comitato Umanitario Scientifico Olandese).

## Dopoguerra
In Germania il giurista e collaboratore di Hirschfeld Kurt Hiller nel 1933 fu arrestato tre volte e mandato in campo di concentramento. Fu, grazie ad un'alta intercessione, rilasciato nel 1934 e poté trasferirsi a Praga, e da qui nel 1938 raggiungere Londra. Nel 1955 Hiller tornò ad Amburgo e qui nel 1962 cercò di rifondare il WHK, ma rimase isolato e il progetto fallì. La concezione di un comitato di pressione fondato e guidato da scienziati e giuristi eterosessuali (per lo meno pubblicamente), per difendere i diritti di una minoranza, aveva ormai fatto il suo tempo: gli anni successivi avrebbero ormai visto il prevalere di gruppi fondati, composti e diretti da persone omosessuali che agivano in prima persona.
Nei Paesi Bassi i membri della sezione locale del WHK sopravvissuti al conflitto diedero vita, nell'immediato dopoguerra, al primo gruppo omofilo, tuttora esistente col nome di Cultuur en Ontspannings-Centrum o COC.
In Svizzera il gruppo "Der Kreis", fondato su ispirazione del WHK, continuò ad operare per tutto il periodo della guerra e dopo, costituendo così di fatto l'unico, prezioso anello di congiunzione fra il periodo pre- e post-bellico, che ispirò negli anni cinquanta la nascita di gruppi come Arcadie in Francia.
Tuttavia, benché Hirschfeld continuasse ad essere ricordato come un "pioniere", né le sue teorie scientifiche (legate alla tesi ormai obsoleta del terzo sesso) né la sua prassi politica sembravano più attuali, e sia Hirschfeld sia il WHK furono sostanzialmente dimenticati, per essere riscoperti come "precursori" solo dal movimento di liberazione omosessuale degli anni settanta.
Nel 1998, a seguito del centenario del WHK, un gruppo gay tedesco ne ha ripreso il nome, ma a parte il nome stesso non ha nessun altro collegamento con l'associazione fondata nel 1897.